# Westrex Corp.
Die Westrex Corp. war eine Tochtergesellschaft von Western Electric und neben RCA einer der beiden großen Technikaustatter der US-amerikanischen Filmbranche ab der Einführung des Tonfilms.
Das Unternehmen war Partner von Filmstudios wie Paramount Pictures, Twentieth Century Fox, Metro-Goldwyn-Mayer, Todd-AO und den Universal Studios. Es lieferte Mikrofone, Aufnahmegeräte, Ton-Mischpulte, Geräte für die Tonmischung und Synchronisation von Ton und Film sowie die Tonausstattung der Kinos.
Das Unternehmen hieß zunächst Electrical Research Products Inc. (ERPI). 1956 wurde das Unternehmen von Litton Industries übernommen.
Die Firma bestand bis zur Zerschlagung im Jahr 1982 und gehörte dabei auch zum Mutterkonzern AT&T. Bei der Oscarverleihung 1954 erhielt die Firma einen Technical Achievement Award („For the design and construction of a new film editing machine“) und bei der Oscarverleihung 1958 den Academy Award of Merit (gemeinsam mit dem Unternehmen Todd-AO für „developing a method of producing and exhibiting wide-film motion pictures known as the Todd-AO System“).